# Acanthoscelides barrocolorado
Acanthoscelides barrocolorado là một loài bọ cánh cứng trong họ Bruchidae. Loài này được Johnson miêu tả khoa học năm 1983.